# Луций Корнелий Пузион Анний Мессала
Лу́ций Корне́лий Пузио́н А́нний Месса́ла (лат. Lucius Cornelius Pusio Annius Messala; умер после 103 года) — древнеримский политический деятель, консул-суффект 90 года.

## Биография
Благодаря сохранившемуся фрагменту надписи, выгравированной на бронзовой табличке военного диплома и датируемой 55 годом, известно о некоем Луцие Корнелии, сыне Луция, Пузионе, принадлежавшему к Галериевой трибе, который последовательно занимал должности военного трибуна, квестора, плебейского трибуна, претора и легионного легата. Считается, что этот человек вполне мог приходиться отцом Аннию Мессале. Впрочем, о гражданско-политической карьере самого Мессалы известно немногое: в 90 году он занимал должность консула-суффекта, а позднее, в 103 или 104 году, находился на посту проконсула провинции Африка. Кроме того, Мессала входил в состав коллегии, отвечающей за организацию игрищ, и был септемвиром-эпулоном.

## Примечание
1. 1 2  Corpus Inscriptionum Latinarum 6, 31706, Corpus Inscriptionum Latinarum 6, 37056, L'Année épigraphique Архивная копия от 8 августа 2021 на Wayback Machine (AE). — 1893. — № 71, L'Année épigraphique (AE). — 1991. — № 80, L'Année épigraphique (AE). — 1996. — № 98